# Teutônia
Teutônia es un municipio brasileño del estado de Rio Grande do Sul, fundado por la comunidad alemana en el año 1858. En el interior de Teutônia, en la localidad de Linha Harmonia, se realiza la etapa del Campeonato Mundial de Speed Downhill, donde compiten los atletas más rápidos del mundo en sus modalidades.

## Historia
Teutônia apareció por primera vez en 1858 como Colonia cuando el comerciante Carlos Schilling adquirió terrenos baldíos en la región. Buscando aumentar las posibilidades de éxito de la colonia, se fundó la Empresa Colonizadora Carlos Schilling, Lothar de la Rue, Jacó Rech, Guilherme Kopp & Companhia, todos integrantes del alto comercio de Porto Alegre. El nombre Teutônia probablemente tiene su origen en el prefijo “Teuto-”, que significa “de origen germánico”. Este nombre aparece como un nombre tribal de los teutones, quienes junto con los Cimbros (existen algunos municipios cimbrios en el norte de Italia en la región de Belluno y Trento), fueron aniquilados por los romanos.